# A Snakeville Courtship
A Snakeville Courtship è un cortometraggio muto del 1913 diretto da David Kirkland, sceneggiato e prodotto da Gilbert M. 'Broncho Billy' Anderson.
La Essanay e Anderson produssero alcune serie di film che avevano tutti come protagonisti dei personaggi (fittizi) come "Sophie Clutts", "Slippery Slim", "Mustang Pete", "Alkali Ike" e "Rawhide Bill" qui riuniti insieme nella stessa storia.

## Produzione
Il film fu prodotto dalla Essanay Film Manufacturing Company e girato a Niles. Gilbert M. 'Broncho Billy' Anderson, fondatore della casa di produzione Essanay (che aveva la sua sede a Chicago), aveva individuato nella cittadina californiana di Niles il luogo ideale per trasferirvi una sede distaccata della casa madre. Niles diventò così, il set dei numerosi western prodotti da Anderson.

## Distribuzione
Distribuito dalla General Film Company, il film - un cortometraggio in una bobina - uscì nelle sale cinematografiche USA il 27 dicembre 1913.